# Visov (película)
Visov (en ruso: Вызов, lit. 'El desafío') es una película rusa dirigida por Klim Shipenko. Es la primera película largometraje de ficción en la historia rodada en el espacio.

## Sinopsis
El cosmonauta Oleg a bordo de la Estación Espacial Internacional tiene un accidente y sufre una lesión pulmonar. Requiere una cirugía urgente pero su grave estado le impide viajar a la Tierra. Varios cirujanos torácicos se ofrecen para viajar a la EEI a realizar la operación. La Agencia Espacial Rusa organiza pruebas de entrenamiento y selección a los cirujanos para elegir quién viajará.

## Producción
El 14 de mayo de 2021, el Comité Interagencial aprobó la composición de las tripulaciones principal y alternativa de la Estación Espacial Internacional para el período 2021-2023. El astronauta Anton Shkaplerov (comandante) y el equipo de la película; el director Klim Shipenko y la actriz Yulia Peresild para volar a la EEI en la Soyuz MS-19. Los miembros de la tripulación comenzaron a entrenar en el Centro de Entrenamiento de Cosmonautas Gagarin el 24 de mayo de 2021. El 23 de julio, la tripulación principal participó en una simulación de cuatro horas dentro de una réplica de la Soyuz. Shipenko y Peresild despegaron el 5 de octubre de 2021 junto con el astronauta Shkaplerov y pasaron en la EEI 12 días antes de regresar a la Tierra el 17 de octubre. Shipenko, director de la película, también trabajó como operador, maquillador y director de arte durante esos días en los que filmaron unas 30 horas de material que en el montaje final supondrán entre 30 y 40 minutos de la película.

## Reparto
- Yulia Peresild como la cirujana Zhenya
- Vladimir Mashkov como el director de vuelos en el Centro de Control de Misión
- Oleg Novitski como el cosmonauta enfermo
- Polina Agureeva
- Maksim Matveyev
- Anton Shkaplerov como cosmonauta
- Piotr Dubrov como cosmonauta